# Aeroporto Internacional Bandaranaike
O Aeroporto Internacional Bandaranaike (em sinhala: බණ්ඩාරනායක ජාත්‍යන්තර ගුවන්තොටුපළ) (IATA: CMB, ICAO: VCBI) é um aeroporto internacional localizado em Katunayake, que serve principalmente a cidade de Colombo, capital do Sri Lanka sendo o principal aeroporto internacional do país.
O aeroporto foi criado em 1944 como uma base aérea do Força Aérea Real do Reino Unido para a Segunda Guerra Mundial, a conversão para aeroporto civil foi completada em 1967. O aeroporto possui uma pista, com plano de expansão para mais duas.